# Ogcodes varius
Ogcodes varius – gatunek muchówki z podrzędu krótkoczułkich i rodziny opękowatych.
Gatunek ten opisany został w 1812 roku przez Pierre’a-André Latreille’a.
Muchówka o ciele długości od 5 do 8 mm. Skrzydła ma u nasady brunatne, a na wierzchołku jaśniejsze. Żółtą tarczkę zdobi przy nasadzie trójkątna, czarna plama. Odnóża są czarne z żółtymi lub żółtobrunatnymi goleniami. Guzy zaskrzydłowe mają barwę pomarańczową. Tergity pomarańczowego, silnie wydętego, dwa razy szerszego od tułowia odwłoka mają na przednich brzegach czarne przepaski, które pośrodku trójkątnie się rozszerzają.
Owad w Europie znany z Hiszpanii, Francji, Holandii, Niemiec, Austrii, Włoch, Słowenii, Węgier, Polski, Ukrainy i Rosji. Ponadto występuje na Bliskim Wschodzie, Syberii i w krainie etiopskiej. Owady dorosłe są aktywne od czerwca do sierpnia.